# You've Got Love
You've Got Love è il primo album solista del  cantante degli Shooting Star e dei Kansas Ronnie Platt.

## Il disco
Composto da due inediti, include anche vecchi classici della musica rock statunitense, prevalentemente degli anni settanta e ottanta.

## Tracce

### LP
Lato A
1. You've Got Love
2. Man in the Box – 3:34
3. Faithfully – 4:17
4. Flesh and Blood – 4:23
5. George's Song – 7:58
6. Are You on My Side – 3:44
7. So Close – 6:40
8. Pleasure without Pain – 5:42

## Formazione

### Membri ufficiali
- Ronnie Platt, voce, tastiera, chitarra